# Fanta Coumba Karembe
Fanta Coumba Karembe est une femme malienne ingénieure. Elle intègre la fonction publique en 2010 et depuis 2020, elle est directrice du service de certification et de signature électronique au sein du Ministère de la Communication du Mali. Elle figure parmi les femmes leaders africaines  en cybersécurité.

## Biographie
Fanta Coumba Karembe est titulaire en 2007 d’un DTS en télécommunication de l' École supérieure des hautes études technologiques et commerciales et d’un diplôme d’ingénieur en réseaux informatiques et Télécommunication de l’Université Time de Tunis en 2010,. Son histoire commence par une courte expérience pendant le projet d’éducation citoyenne et de monitoring des élections au Mali.

## Carrière professionnelle
Fanta Coumbia Karembe intègre en 2013 l'environnement de la fonction publique et est affectée à la direction nationale de l’administration Judiciaire du ministère de la justice du Mali.
En 2016, elle est sélectionnée pour la cohorte de 500 jeunes leaders les plus remarquables d’Afrique du Mandela Washington fellows (Yali 2016). le Programme des Jeunes Leaders Africains de Barack Obama dans la catégorie public management pour trois mois de découvertes et de formation,.
En 2018, elle est affectée à la direction des finances et du matériel du ministère des transports en tant que chef de division du centre d'informatique et de documentation. En 2019, Fanta Coumba Karembe est chef de section analyse et détection de la cybermenace à la direction sécurité des systèmes d’information de l’Agence des technologies de l’information et de la communication. Ainsi, elle figure parmi les femmes africaines leaders en cybersécurité.
En 2020, elle est nommée directrice du service de certification et de signature Electronique du Mali,,.

## Social
Membre active de la Jeune Chambre Internationale Mali depuis 2007 après un parcours remarquable jusqu’en 2015, Fanta Coumba Karembe se consacre à la formation et au renforcement des capacités individuelles des membres Jeune Chambre. Son objectif est de mener des actions et des projets dans le but d’améliorer les conditions de vie de sa communauté. Elle milite dans plusieurs associations ou réseaux qui œuvrent pour la bonne gouvernance, la démocratie et l’émergence de la femme et de la jeune fille en particulier. En 2013, elle est sélectionnée parmi 200 personnes pour participer au Programme des Jeunes Leaders de la Fondation Friedrich Ebert Stiftung pour un programme de deux ans avec onze autres jeunes leaders sur la bonne gouvernance et la démocratie.

## Note et références
1. 1 2 3  AfricaCyberMag et 13 Juillet, « La transformation de la signature électronique au Mali avec Mme Fanta Coumba KAREMBE », sur Africa Cybersecurity Magazine, 13 juillet 2022 (consulté le 30 juin 2025)
2. 1 2  © 2025 MADLEAD. Created for free using WordPress and Colibri, « FANTA COUMBA KAREMBE »  [doc], sur MADLEAD, 2025 (consulté le 30 juin 2025)
3. ↑  « Interview de Madame Fanta Coumba KAREMBE au magazine Emploi & Moi – SCSE-Service de Certification et de Signature Electronique » (consulté le 30 juin 2025)
4. 1 2  « Biographie de Fanta Coumba KAREMBE – MaliSIG » (consulté le 30 juin 2025)
5. ↑  (en-GB) « WYDE Civic Engagement - Centres de Responsabilité et Transparence », sur Kofi Annan Foundation (consulté le 2 juillet 2025)
6. ↑  Koffi ACAKPO et 08 Mars, « Focus sur 15 femmes africaines leaders en cybersécurité », sur Africa Cybersecurity Magazine, 8 mars 2023 (consulté le 2 juillet 2025)
7. ↑  « Lessor - Toute l’actualité en continu », sur Lessor (consulté le 2 juillet 2025)
8. ↑  Administrateur, « Mali: Cinquième Session Ordinaire du Comité de Certification et de Signature Electronique », sur Le Rônier, 2 janvier 2025 (consulté le 2 juillet 2025)